# Synthèse asymétrique

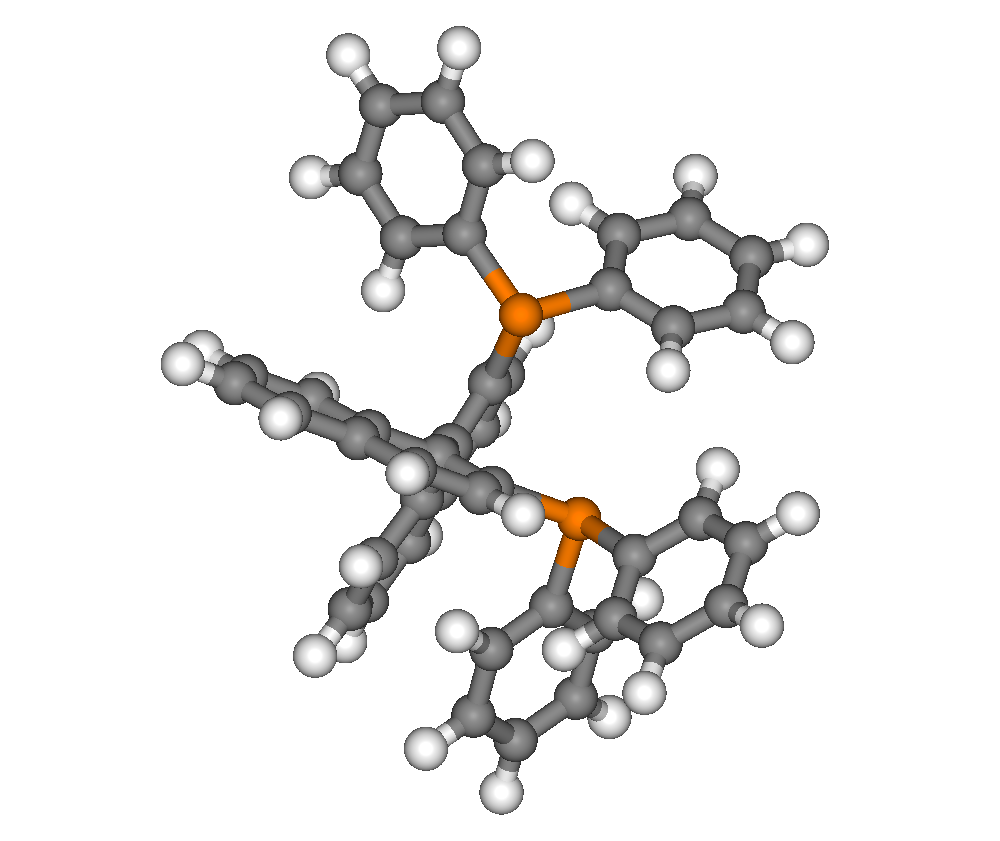
Structure chimique du BINAP.

La synthèse asymétrique consiste à préparer un produit sous forme d'un énantiomère en partant d'une substance achirale. Cette transformation nécessite l'ajout d'un composé chiral qui est temporairement lié au substrat, à un réactif ou à un catalyseur.

## Typologie
Les principaux types de synthèse asymétrique sont les synthèses :
- diastéréosélectives ;
- énantiosélectives ;
- stœchiométriques ;
- catalytiques.